# Bocce op de Middellandse Zeespelen 2005
Bocce is een van de sporten die beoefend werden tijdens de Middellandse Zeespelen 2005 in Almería, Spanje. Er waren vijf onderdelen: drie voor mannen, twee voor vrouwen.

## Uitslagen

#### Mannen
| Event                          | Goud                           | Zilver                             | Brons                                            |
| ------------------------------ | ------------------------------ | ---------------------------------- | ------------------------------------------------ |
| Petanque dubbelspel            | Henri Lacroix en Damien Hureau | Gianni Laigueglia en Stefano Bruno | Roberto Lopez Ferrer en Ismael Martinez Llorente |
| Petanque driedubbelspel        | Tunesië                        | Spanje                             | Frankrijk                                        |
| Boule lyonnaise tir progressif | Marco Ziraldo                  | Sébastien Grail                    | Bojan Novak                                      |

#### Vrouwen
| Event                   | Goud                                         | Zilver                                              | Brons                              |
| ----------------------- | -------------------------------------------- | --------------------------------------------------- | ---------------------------------- |
| Petanque dubbelspel     | Angélique Papon en Marie-Christine Virebayre | Véronica Martinez-Rivas en Maria-josé Perez Adelino | Nadia Ben Abdessalem en Mouna Beji |
| Petanque driedubbelspel | Frankrijk                                    | Tunesië                                             | Italië                             |

## Medaillespiegel
| Plaats | Land      | Goud | Zilver | Brons | Totaal |
| 1      | Frankrijk | 3    | 1      | 1     | 5      |
| 2      | Italië    | 1    | 1      | 1     | 3      |
| 2      | Tunesië   | 1    | 1      | 1     | 3      |
| 4      | Spanje    | 0    | 2      | 1     | 3      |
| 5      | Slovenië  | 0    | 0      | 1     | 1      |
| Totaal | Totaal    | 5    | 5      | 5     | 15     |

1997 · 2001 · 2005 · 2009 · 2013 · 2018 · 2022
Atletiek · Basketbal · Bocce · Boksen · Boogschieten · Gewichtheffen · Golf · Gymnastiek · Handbal · Judo · Kanovaren · Karate · Paardensport · Roeien · Schermen · Schietsport · Tafeltennis · Tennis · Voetbal · Volleybal · Waterpolo · Wielersport · Worstelen · Zeilen · Zwemmen